# Осада Данцига (1577)
Осада города Данциг, Речь Посполитая (сегодня Гданьск), Стефаном Баторием, королём Речи Посполитой. Шла шесть месяцев в 1577 году. Осада закончилась договорным соглашением. Является частью восстания Данцига.
Конфликт начался, когда город Данциг вместе с польским епископатом и частью польской шляхты не признал избрание Стефана Батория на трон Речи Посполитой и вместо этого поддержал кандидатуру императора Максимилиана. Это привело к короткому конфликту, частью которого была осада Данцига.
После шестимесячной осады армия Данцига из 5000 наёмников, в том числе шотландский полк, была полностью разбита в полевом сражении 16 декабря 1577 года. Однако армии Стефана Батария, Речь посполитая при помощи венгерских и валлахских войск не смогли захватить сам Данциг. 12 декабря 1579 года был достигнут компромисс: Стефан Баторий подтвердил особый статус города и его привилегии в отношении прав Данцига, предоставленные более ранними польскими королями. Осада была снята в обмен на возмещение ущерба и признания его суверенным. Город признал своим правителем Речь Посполитую и заплатил большую сумму в 200 000 злотых.
Если бы Баторий смог захватить город, это оказало бы серьезные последствия на военно-политическую расстановку в регионе. Польша бы в таком случае легко подчинила себе восточное побережье Балтийского моря и стала бы морской державой, представляющей опасность для Швеции и Дании.